# Jeune Femme au capuchon
Jeune Femme au capuchon (titre factice) est une sculpture pouvant faire office de vase réalisée par l'artiste français Paul Gauguin en 1886-1887.

## Historique
Depuis un don fait en 1947 par Lucien Vollard, le frère du marchand d'art Ambroise Vollard, l'œuvre est conservée au musée Léon-Dierx, à Saint-Denis de La Réunion.

## Description
Exécutée en grès modelé non émaillé à l'engobe gris anthracite, la sculpture représente une tête de jeune femme pensive sous un capuchon. Il pourrait s'agir d'un portrait de Louise, l'épouse d'Émile Schuffenecker, que l'artiste courtise.
Dans ses œuvres, pourtant connues pour célébrer l'insouciance exotico-érotique, Gauguin a parfois ajouté un motif macabre dans ses compositions, un petit personnage encapuchonné et vêtu de couleur sombre. Pour l'artiste, il s'agit d'un tūpapa’u vu de profil, et d'un varua'ino vu de face (mauvais esprit qui se manifeste pour tuer ou annoncer la mort), une « apparition d’outre‑tombe issue du substrat légendaire maori ». L'iconographie du visage encapuchonné dans l'ouvrage de l'artiste peut donc être perçue comme une présence thanatique, mortifère.